# Třída Šádhinota
Třída Šádhinota (jinak též třída C13B) je třída korvet bangladéšského námořnictva. Celkem byly objednány čtyři jednotky. Jde o derivát čínských korvet typu 056.

## Stavba
Kontrakt na stavbu dvou jednotek této třídy byl zadán loděnici China Shipbuilding & Offshore International Company (CSOC) ve Wu-chanu (loděnice je součástí korporace China Shipbuilding Industry Corporation, CSIC). Později byla objednána druhá dvoučlenná skupina korvet. Slavnostní řezání oceli na stavbu v pořadí třetí jednotky proběhlo 9. srpna 2016. Ta byla na vodu spuštěna v únoru 2017.
Jednotky třídy Šádhinota:
| Jméno            | Založení kýlu | Spuštění na vodu   | Vstup do služby   | Status  |
| ---------------- | ------------- | ------------------ | ----------------- | ------- |
| Šádhinota (F111) | 2013          | 30. listopadu 2014 | 19. března 2016   | aktivní |
| Prottoj (F112)   | 2013          | 30. prosince 2014  | 19. března 2016   | aktivní |
| Šongram (F113)   |               | 12. února 2017     | 18. června 2020   | aktivní |
| Prottašá (F114)  |               | 8. dubna 2018      | 5. listopadu 2020 | aktivní |

## Konstrukce
Výzbroj plavidel tvoří jeden 76mm kanón H/PJ-26 (čínská varianta ruského AK-176) v dělové věži na přídi a dva 30mm jedenáctihlavňové rotační kanóny H/PJ-17. Dále loď nese jeden 30mm kanónový systém bodové obrany typ 730. K obraně proti vzdušným cílům slouží osminásobné vypouštěcí zařízení pro protiletadlové řízené střely FL-3000N. Údernou výzbroj tvoří čtyři protilodní střely C-803. K ničení ponorek slouží dva vrhače raketových hlubinných pum typu 3200. Na zádi se nachází přistávací plocha pro vrtulník. Pohonný systém tvoří dva diesely. Nejvyšší rychlost dosahuje 25 uzlů.